# Agnus Dei (Zurbarán)
[[Categoría:Cuadros de {{{3}}}]]
  

Agnus Dei (en latín, ‘Cordero de Dios’) es el nombre con el que se conoce a al menos siete versiones diferentes de un tema de Francisco de Zurbarán, entre las que se presentan muy pocas variantes. En cuanto a la denominación «Cordero de Dios», los expertos a la fecha no han logrado un consenso.
De las siete versiones reseñadas como autógrafas de Zurbarán, recopiladas por la historiadora Odile Delenda en su obra Zurbarán, Catálogo razonado y crítico publicado en 2009, cinco de ellas al menos para esta autora no se denominan: Agnus Dei, sino como «corderos» o «carneros» «con las patas atadas» puesto que se distinguen de las restantes dos versiones en que el autor no quiso dar lugar a interpretaciones sobre el carácter religioso de las piezas y, para ello, incluyó nimbos a los corderos, además de inscripciones alusivas al tema del cordero místico. Abunda Delenda señalando que al tener los carneros los cuernos presentes, difícilmente se podría hacer referencia al Cordero de Dios. Por último, indica que si Zurbarán hubiese buscado más que realizar estudios del natural en el caso de estos corderos, lo hubiese hecho añadiendo atributos inequívocos como los ya mencionados.
Otros expertos como los del Museo del Prado, donde se conserva la más célebre de estas versiones señalan en cambio que Es verdad que en este caso no existen otros elementos aparte de la simple presencia de un cordero, pero la asociación entre este animal y el Hijo de Dios sacrificado —Cordero de Dios, como se denomina a Cristo en el lenguaje litúrgico— estaba tan extendida, que resulta improbable que un español del siglo XVII fuera capaz de abstraerse de las connotaciones religiosas y contemplar esta imagen exclusivamente como un maravilloso alarde técnico o como una suculenta promesa culinaria. En palabras de Javier Portús.

## Versiones del cuadro

### Agnus Dei Fundación GMG Suiza
Fechado y firmado en 1631. Es la primera de las obras datadas de Zurbarán sobre este tema. Con dimensiones de 84 × 116 cm (centímetros). Este óleo es quizás de los menos estudiados. Nada parece saberse de su procedencia. En el catálogo razonado aparece identificado con el número 39.

### Agnus Dei Plandiura
Fechado y firmado en 1632, el Agnus Dei Plandiura, conocido también como el Carnero con las patas atadas, es un óleo de 60 × 83 cm (centímetros), y una de las mejores versiones, en la actualidad se encuentra en Barcelona en la colección Salvadó Plandiura. Esta obra se dio a conocer gracias a su restauración y exposición como «obra invitada» en el Museo de Bellas Artes de Bilbao en 2004. Se encuentra inscrita en el catálogo con el número 55.

### Agnus Dei del Prado
Sin fecha ni firma, la datación se ha estimado entre 1635 y 1640 en la plenitud artística de Zurbarán. Es la versión más conseguida de las existentes y se expone en la colección permanente del Museo del Prado de Madrid desde su adquisición en 1986. Se conoce que perteneció a Fernando VII por un sello de lacre que se conserva en la parte posterior del mismo. El virtuosismo de sus pinceladas, la calidad y sencillez de los tirabuzones del lechal, la acentúan como una de las más elegantes y sustantivas obras del barroco español. Está pintado al óleo sobre lienzo y mide 38 cm (centímetros) de alto por 62 cm de ancho. En el catálogo le corresponde el número 105.

### Agnus Dei Colección Privada Madrid (a)
Con dimensiones de 37 × 58 cm (centímetros), y fechado aproximadamente entre 1635-1640, también sin firma. Este pequeño óleo a diferencia de otros, realizados del natural, es una repetición muy parecida, incluso en sus dimensiones a la del Museo del Prado. El historiador Matías Díaz Padrón reconoció esta obra en 1981 que se encuentra en una Colección Privada de Madrid, sin que conozcamos más de su procedencia. En el Catálogo razonado se le asignó el número 105 bis.

### Agnus Dei Colección Privada Madrid (b)
Igualmente, se estima que fue pintada entre 1635 y 1640, al carecer de fecha o firma, esto último no causa hoy día duda alguna sobre la calidad de la pieza y su autoría para los expertos, gracias a la restauración que se le realizó en 2005 y que reveló las verdaderas calidades de la obra que hasta entonces era imposible corroborar debido a limpiezas muy abrasivas que sufrió en el pasado, además de por la notoria presencia de barnices oxidados. Estamos ante la quinta versión del «Carnero con las patas atadas», que fue vendido por la casa de Subastas Ansorena en 1996. Le corresponde la numeración 106 del Catálogo razonado.

### Agnus Dei de San Diego
Carece de fecha o firma, datado aproximadamente de 1635 a 1640. Interesante es la versión que se encuentra en el The San Diego Museum or Art, de menores dimensiones, este es de 35.56 × 52.07 cm (centímetros), fue legado al museo por Anne R. y Amy Putnam. Es una de las dos versiones en las que el carácter doble de bodegón y pintura religiosa no es una percepción, el nimbo en la cabeza del carnero y la inscripción «TANQUAM AGNUS» (‘como un cordero’) hacen clara alusión al Cordero místico. En el catálogo tiene adjudicado el número 107.

### Agnus Dei de la Real Academia de Bellas Artes de San Fernando
Firmado «F.Z. 1639» y con unas dimensiones de 47.6 × 55.9 cm (centímetros). Fue adquirido por la Academia en 1999 a la Casa de Subastas Sotheby's de Nueva York. Esta versión se considera como más cercana a la del Museo de San Diego por cuanto la edad del cordero utilizado es más joven que en las versiones del Prado o de la Colección Plandiura. Es de resaltar igualmente que en estas dos versiones el sentido religioso de las obras es explícito por cuanto se representa al cordero con un nimbo además de la inscripción que reza: «TANQVAM AGNVS/IN OCCISIONE (M)» (‘como el cordero ante el esquilador’). La diferencia principal con la versión de San Diego estriba en que en esta de la Academia el cordero ya se encuentra trasquilado, próximo para el sacrificio. En el catálogo está identificada con el número 149.